# 谢赫·阿卜杜勒·拉赫曼 (孟加拉国)
谢赫·阿卜杜勒·拉赫曼（Sheikh Abdur Rahman）是一名孟加拉國政治家，他是孟加拉國國民黨和人民聯盟的成員。他於1973年和1986年兩度當選孟加拉國議會議員。